# Javier Zanetti
Javier Adelmar Zanetti (wym. [ˈχaβjeɾ saˈneti]; ur. 10 sierpnia 1973 w Buenos Aires) – argentyński piłkarz, który występował na pozycji prawego obrońcy i środkowego pomocnika. Obecnie pełni funkcję wiceprezydenta Interu Mediolan.
Przez większość kariery był zawodnikiem Interu Mediolan, w którym występował w latach 1995–2014, a w latach 2001–2014 był kapitanem zespołu. Z 858 meczami jest zawodnikiem z największą liczbą spotkań dla Interu. Z mediolańską drużyną zdobył pięciokrotnie Mistrzostwo Włoch, cztery Puchary Włoch, cztery Superpuchary Włoch, a w sezonie 2009/2010 Ligę Mistrzów UEFA. W sezonie 1997/1998 zdobył Puchar UEFA, a 2010 Klubowe mistrzostwo świata. Został wybrany w 2004 przez Pelé do FIFA 100. Jego numer „4” został zastrzeżony przez Inter. Przez Mediolan został uhonorowany za działalność społeczną nagrodą Ambrogino d’Oro. Jest ambasadorem Olimpiad Specjalnych.
Z 143 meczami dla seniorskiej reprezentacji Argentyny był rekordzistą pod względem liczby występów, a obecni jest na trzeciej pozycji. Finalista Copa América 2004 i  2007 oraz Pucharu Konfederacji 1995 i 2005. Uczestnik Mistrzostw Świata 1998 i 2002.
Ze względu na swoją siłę i umiejętności, po przyjeździe do Włoch Zanetti otrzymał pseudonim Il Trattore (traktor).

## Wczesne życie
Javier Adelmar Zanetti urodził się w Buenos Aires jako syn Rodolfo Ignacio Zanettiego i Violety Bonazzoli. Drugie imię otrzymał po lekarzu, który uratował mu życie, gdy będąc noworodkiem miał problemy z oddychaniem. Dorastał w portowej dzielnicy Dock Sud. Pracował w sklepie spożywczym kuzyna, pomagał swojemu ojcu w wielu pracach (m.in. w murarstwie), rozwijając jednocześnie swoją pasję i umiejętności gry w piłkę nożną na przedmieściach Buenos. Zanetti ma friulijskie pochodzenie po pradziadku, który pochodził z Sacile we Friuli. Dzięki temu łatwo otrzymał włoskie obywatelstwo.

## Kariera zawodnicza

### Kariera klubowa

#### Liga Argentyńska
Zanetti został odrzucony przez młodzieżową drużynę CA Independiente, którego był fanem, i podpisał kontrakt z klubem Talleres RdE, grającym wówczas w drugiej lidze argentyńskiej. W barwach Albirrojo zadebiutował 22 sierpnia 1992 w meczu z Instituto Córdoba. Po rozegraniu 33 spotkań szybko przeniósł się do drużyny Banfield grającej w Argentyńskiej Primera División.
W drużynie Banfield zadebiutował 12 września 1993 roku w meczu derbowym przeciwko River Plate. Jego pierwszy zawodowy gol na najwyższym szczeblu rozgrywek w Argentynie padł 29 września 1993 roku, a więc zaledwie 17 dni po debiucie w meczu z Newell’s Old Boys (1-1). Jego bardzo dobre występy zostały zauważone przez Daniela Passarellę i w 1994 roku Zanetti otrzymał powołanie i zagrał pierwszy mecz w reprezentacji Argentyny. W tym samym roku zainteresowane Javierem były zespoły River Plate i Boca Juniors, jednak Zanetti został w Banfield, a rok później został sprowadzony do Interu Mediolan przez Massima Morattiego razem ze Sebastianem Rambertem. Był to jeden z pierwszych zawodników sprowadzonych do zespołu z Mediolanu przez Morattiego. Kwota transferu wyniosła 6,5 mln euro.

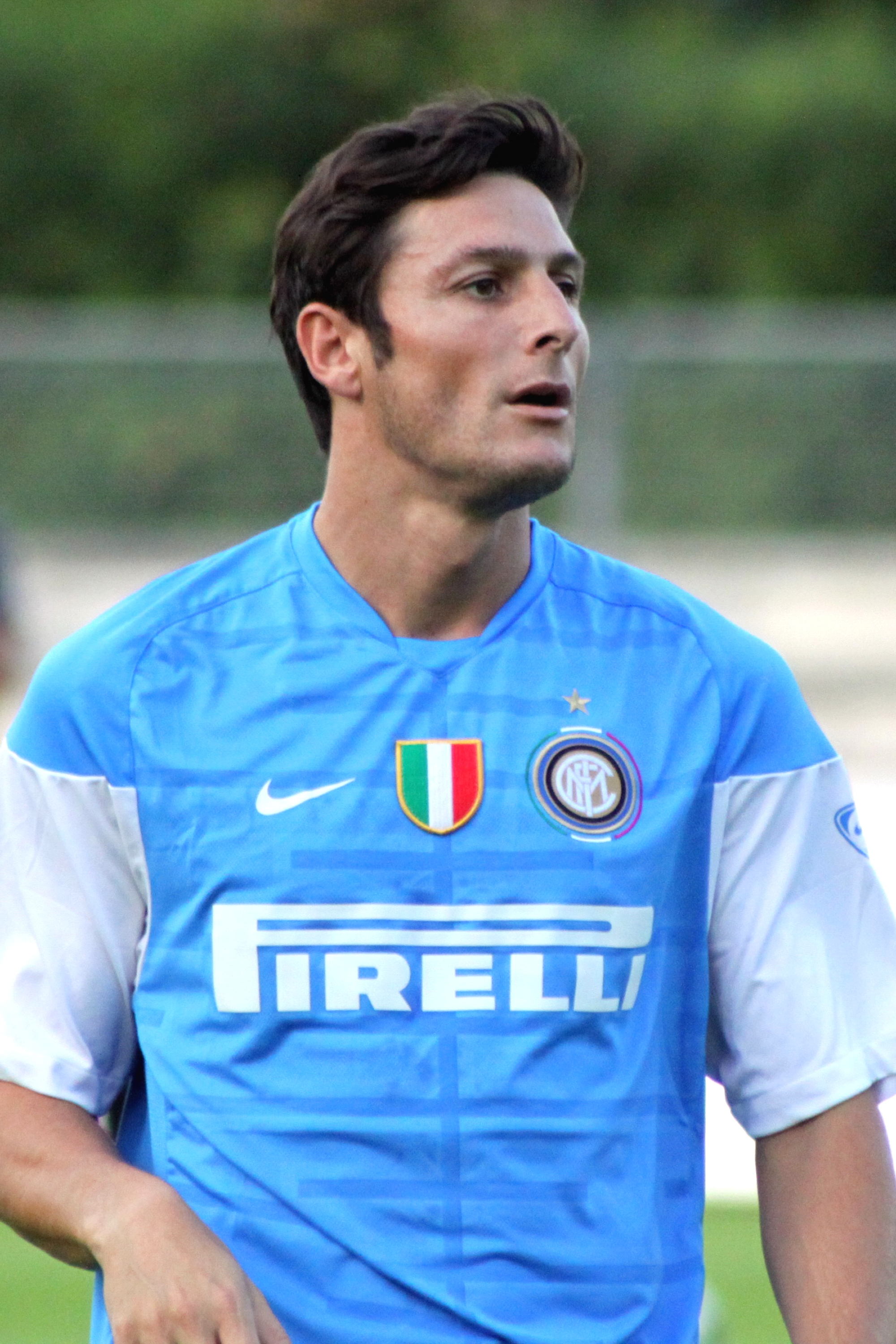
Javier Zanetti

#### Inter Mediolan
Javier Zanetti zadebiutował w zespole z Mediolanu 27 sierpnia 1995 roku w meczu przeciwko zespołowi Vicenzy Calcio. Odkąd gra w klubie zdobył w zespołem Nerazzurrich 16 tytułów: Puchar UEFA 1998, gdzie w finale zdobył piękną bramkę po strzale spoza pola karnego, Puchar Włoch 2005, 2006, 2010, 2011 Superpuchar Włoch 2005, 2006, 2008 (zdobył decydującego gola w serii rzutów karnych w meczu o Superpuchar Włoch 2008 w meczu przeciwko AS Roma) i 2010 oraz pięć tytułów mistrza Włoch za sezony 2005/2006, 2006/2007, 2007/2008, 2008/2009 oraz 2009/2010 i najważniejsze Klubowe Mistrzostwo Świata 2010. Argentyńczyk został pierwszym kapitanem włoskiego klubu, który powiódł swój klub do zwycięstwa w Pucharze Europy, Pucharze Włoch i w lidze. W ciągu swej przygody z Interem pracował z 20 szkoleniowcami. Do Zanettiego należy także klubowy rekord pod względem liczby gier w kolejnych meczach (149).
Pierwsze trafienie dla Nerazzurrich Il Trattore zaliczył w meczu z US Cremonese rozegranym 3 grudnia 1995 r. Temu samemu zespołowi trafił także swego drugiego gola 6 kwietnia 1996 r. 12 września rozegrał pierwsze spotkanie w europejskich pucharach w ramach Pucharu UEFA z AC Lugano (1:1). Przed sezonem 1998/1999 został kapitanem Interu, gdyż Giuseppe Bergomi postanowił zakończyć swą karierę. W grudniu 1998 r. strzelił swego pierwszego gola w Lidze Mistrzów w meczu ze Sturmem Graz. W związku z przyjściem do Interu Maicona w 2006 r. Il Capitano bywał często przesuwany do linii pomocy w której świetnie się odnalazł.
27 września 2006 roku w meczu przeciwko Bayernowi Monachium Zanetti wystąpił po raz 500. w barwach drużyny Nerazzurich. 5 listopada strzelił gola w ligowej potyczce z Ascoli Calcio. 22 listopada 2006 rozegrał 100 spotkanie w europejskich pucharach (mecz ze Sportingiem). W kwietniu 2007 r. otrzymał National Giuseppe Prisco Award. 27 lutego 2008 zdobył wyrównującą bramkę w ligowym spotkaniu na szczycie z AS Roma. 24 września 2008 w meczu przeciwko US Lecce Zanetti mógł świętować swój 600. występ w zespole Interu Mediolan. Przez dwanaście lat, od 17 lutego 1999 r. (mecz Pucharu Włoch z Parmą) do 3 grudnia 2011 (mecz ligowy z Udinese Calcio), nie był karany czerwoną kartką. W sezonie 2007/2008 nie otrzymał nawet jednej żółtej kartki.
22 maja 2010 roku wraz z Interem wygrał Ligę Mistrzów, pokonując w finale Bayern Monachium. Był to jego 700. mecz w klubie. Latem 2010 przedłużył umowę z klubem do czerwca 2013 r. Na mocy jej postanowień otrzymywał 2,5 mln euro rocznie. 20 listopada 2010 r. dzięki trafieniu w spotkaniu z Tottenhamem stał się najstarszym strzelcem bramki w Lidze Mistrzów. Miał wówczas 37 lat i 71 dni.
11 maja 2011 r. podczas pucharowego meczu z Romą zagrał w 1000 oficjalnym spotkaniu piłkarskim. 20 września 2011 r. pobił osiągnięcie Giuseppe Bergomiego i został rekordzistą Interu pod względem liczby rozegranych meczów ligowych.
23 sierpnia 2012 roku Javier Zanetti wystąpił w meczu Inter Mediolan vs. FC Vaslui. Rozegrał wówczas swój 800. mecz w barwach Interu Mediolan. 10 marca 2013 r. zaliczył w spotkaniu z Bologną (0:1) 600 występ ligowy dla Interu. W meczu z FC Parma, rozegranym 21 kwietnia, wystąpił po raz 1100 w oficjalnym spotkaniu, co jest 4 wynikiem w historii. 28 kwietnia w 17 minucie meczu z US Palermo doznał zerwania ścięgna Achillesa. 12 czerwca 2013 Inter za pośrednictwem swej oficjalnej strony internetowej poinformował o przedłużeniu z Zanettim umowy do 30 czerwca 2014. W 2014 roku, Javier Zanetti postanowił zakończyć karierę piłkarską.

### Kariera reprezentacyjna

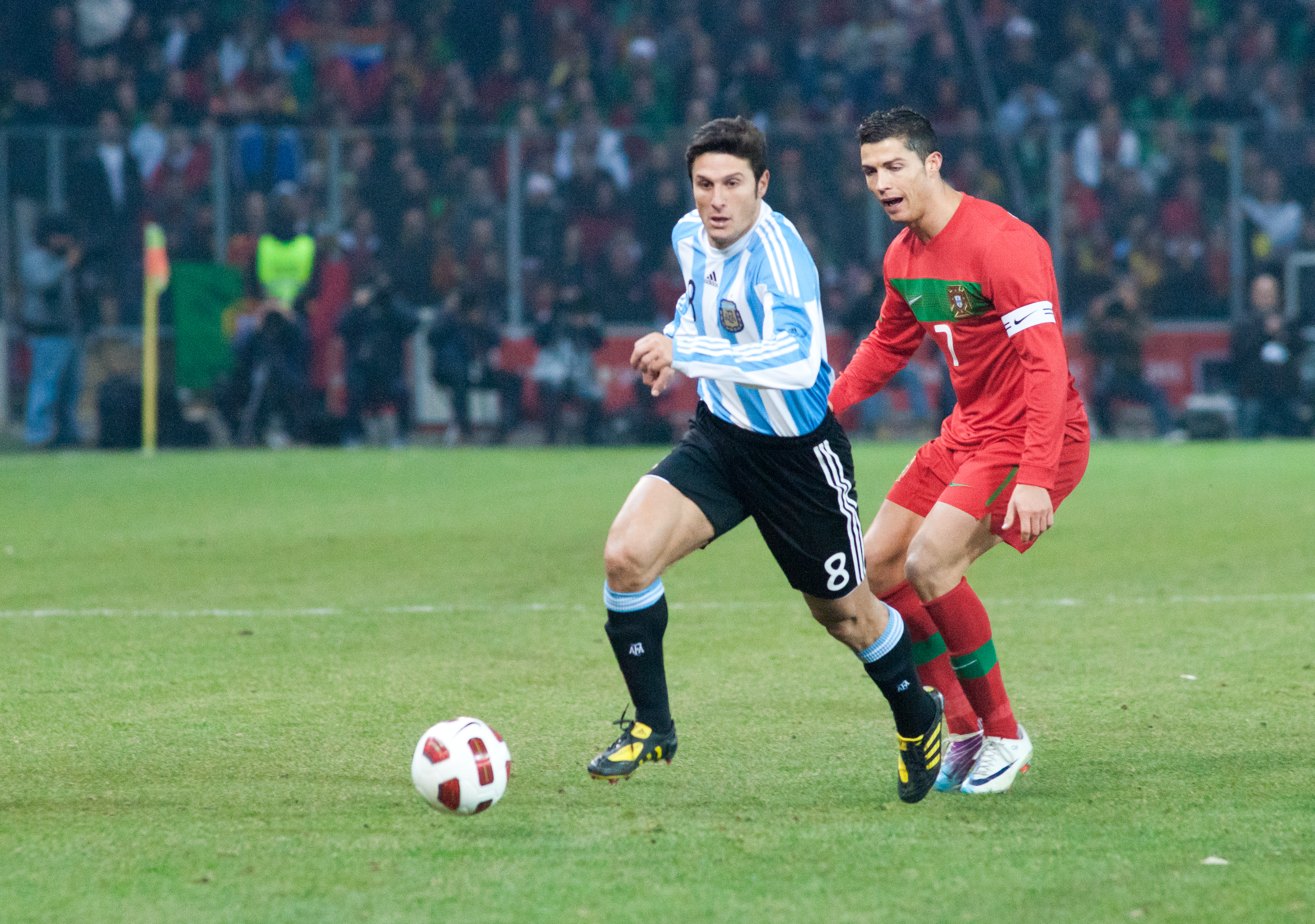
Zanetti (po lewej) w pojedynku z Cristiano Ronaldo.

W kadrze wystąpił po raz pierwszy w listopadzie 1994, za czasów gry w Banfield. Został wtedy powołany przez Daniela Passarellę na mecz z reprezentacją Chile i zagrał całe 90 minut. Swoją pierwszą bramkę dla reprezentacji Zanetti zdobył 22 czerwca 1995 roku w meczu przeciwko Słowacji (6-0). Javier Zanetti jest piłkarzem posiadającym najwięcej występów w historii reprezentacji Argentyny. Był członkiem srebrnej drużyny z Igrzysk Olimijskich w Atlancie. Występował na Mundialu 1998 i Mundialu 2002. Bramka Il Capitano na 2:2 w meczu Argentyny z Anglią na MŚ w 1998 r. spowodowała, że doszło do dogrywki, a planowany zamach na prokuratora Marka Kopacza nie powiódł się, gdyż podłożony pod jego samochodem ładunek wybuchowy eksplodował za wcześnie. Swój setny występ w barwach reprezentacji Zanetti świętował w półfinałowej potyczce Pucharu Konfederacji 2005 przeciwko reprezentacji Meksyku. Javier został wybrany wówczas piłkarzem meczu. Z wielkim niezrozumieniem przyjęto decyzję, iż Zanetti nie pojedzie na mistrzostwa świata 2006, pomimo że występował w meczach eliminacyjnych. José Pekerman w jego miejsce powołał Lionela Scaloniego. W turniejach o Puchar Ameryki brał udział w latach: 1995, 1999, 2004 i 2007. Po zakończeniu reprezentacyjnej kariery przez Roberta Ayalę przejął po nim kapitańską opaskę.
Rekordzistą reprezentacji Argentyny pod względem ilości występów został 17 listopada 2007 r. w meczu z Boliwią. Wskutek decyzji nowego trenera kadry Argentyny – Diego Maradony, stracił na rzecz Javiera Mascherano opaskę kapitańską. Pomimo zwycięstwa w Lidze Mistrzów Zanetti nie został powołany do kadry na Mistrzostwa Świata w RPA. Maradona wolał postawić na Ariela Garcé, co wywołało wielką falę oburzenia. W wyjściowej jedenastce jego miejsce zajął Jonás Gutiérrez z grającego w Championship Newcastle United. Po Mundialu powrócił do zespołu. Ostatnim spotkaniem w reprezentacji Zanettiego był mecz z Urugwajem rozegrany 16 lipca 2011 r. na Copa América 2011.

## Styl gry
Nominalną pozycją Javiera Zanettiego jest prawa obrona. "Il Capitano" potrafi jednak grać na lewej obronie, a także jako środkowy i prawy pomocnik, co czyni go zawodnikiem niezwykle wszechstronnym. Zanetti jest piłkarzem wyjątkowo wytrzymałym i odpornym na kontuzje, co potwierdza liczba jego występów w kolejnych sezonach. Ponadto Argentyńczyk potrafi znakomicie przyspieszyć, prowadzić piłkę i jej nie stracić, co w trakcie swej długiej kariery niejednokrotnie wykorzystywał. Nie jest jednak piłkarskim wirtuozem. Odznacza się wielką charyzmą oraz czystą grą, gdyż kartki otrzymuje jedynie incydentalnie. Bramki i asysty zdarzają się Zanettiemu okazjonalnie.

## Sukcesy

### Klubowe
Inter Mediolan

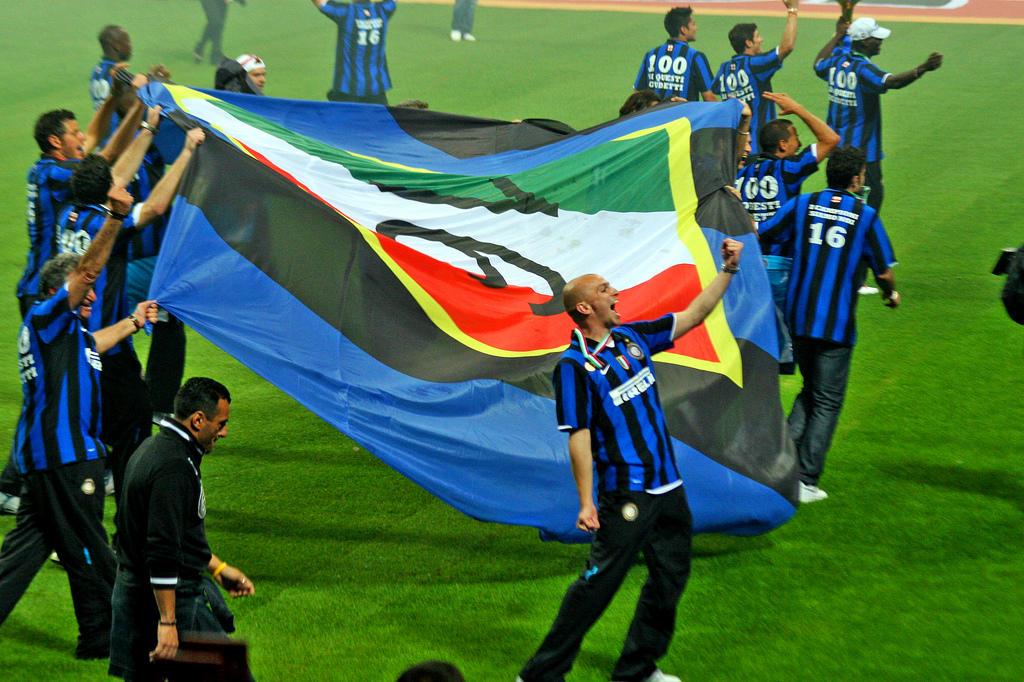
Feta z okazji zdobycia Scudetto w 2008

- Mistrzostwo Włoch (5): 2006, 2007, 2008, 2009, 2010
- Puchar Włoch (4): 2005, 2006, 2010, 2011
- Liga Mistrzów: 2010
- Puchar UEFA: 1998
- Klubowe Mistrzostwa Świata: 2010
- Superpuchar Włoch (4): 2005, 2006, 2008, 2010

### Reprezentacyjne

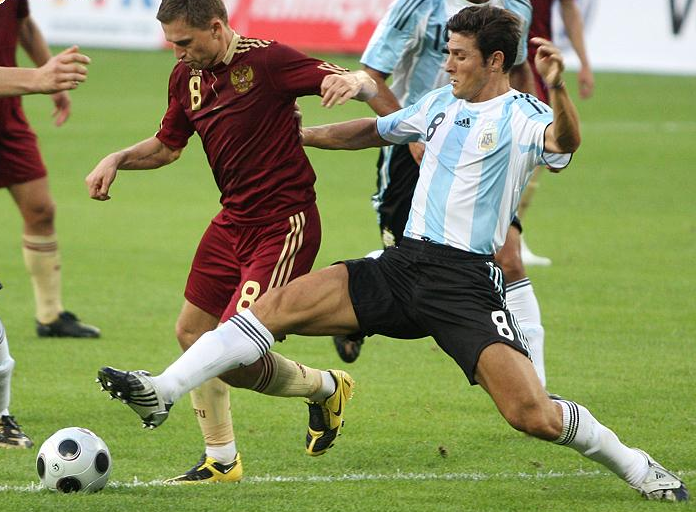
Il Capitano w meczu z Rosją (2009)

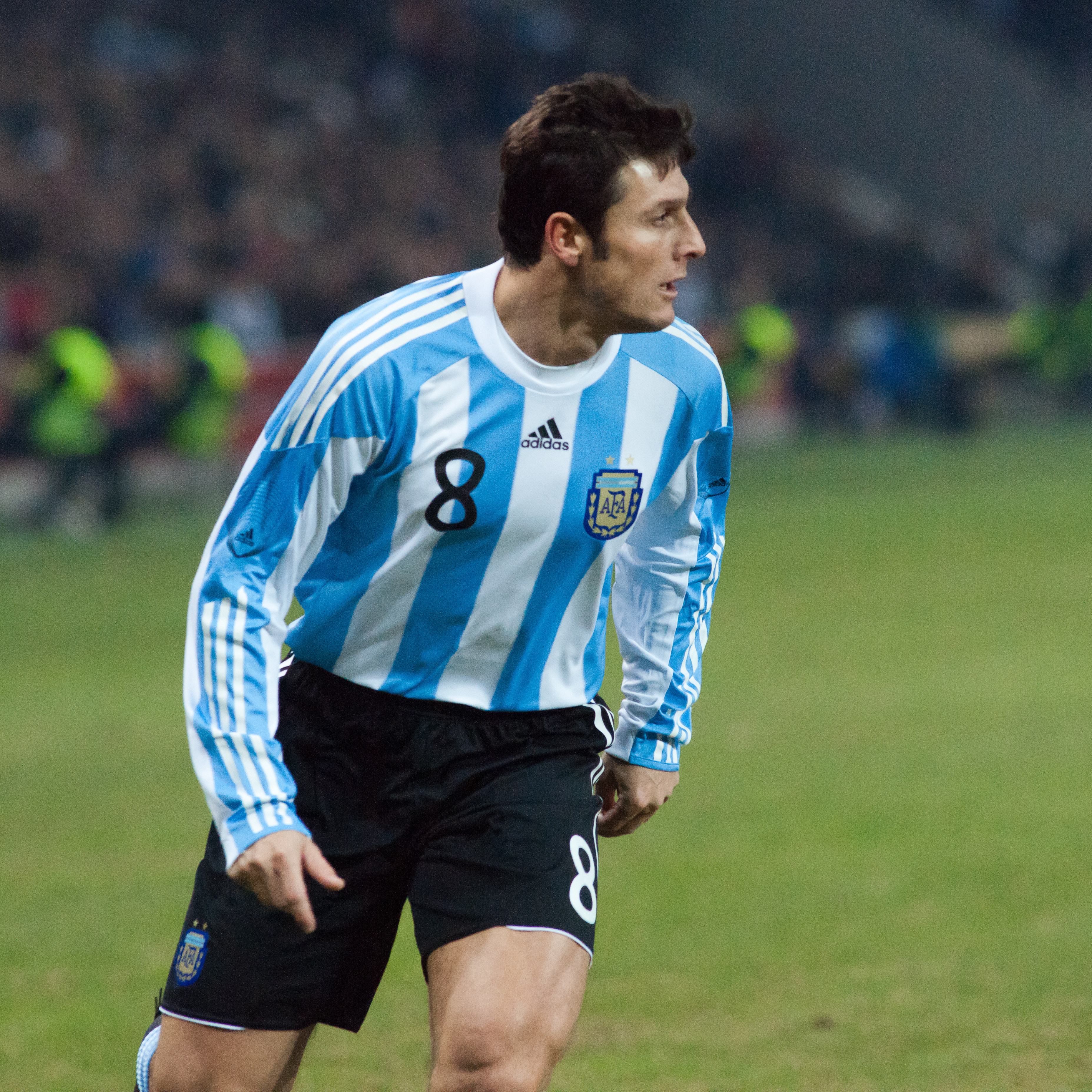
Mecz Portugalia – Argentyna 9 lutego 2011

- Złoto na Igrzyskach Panamerykańskich: 1995
- Srebro na Igrzyskach Olimpijskich: 1996
- 2. miejsce na Copa América: 2004, 2007
- 2. miejsce na Pucharze Konfederacji: Puchar Konfederacji 1995 , Puchar Konfederacji 2005
- Kirin Cup: 2003

### Indywidualne
- FIFA 100
- Pallone d'Argento: 2002
- FIFA Team of the Year 2009: nominacja
- “Loyalty and Critics”: 2013
- Jedenastka roku Serie A według "La Gazzetta dello Sport": 2007[20]
- National Giuseppe Prisco Award: 2007
- San Siro Gentleman Awards – Gentelman roku: 2013[21]
- Nagroda Senatora Daniele Turaniego: 2009
- Nagroda Facchettiego: 2012

## Życie prywatne

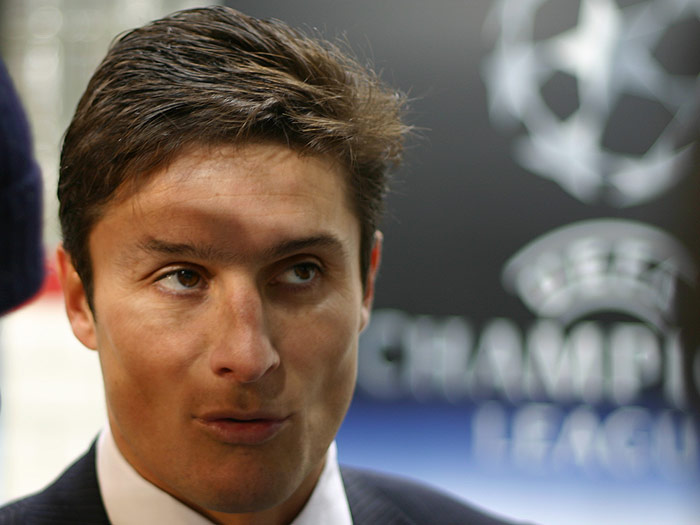

W 1992 roku wówczas dziewiętnastoletni Zanetti poznał czternastoletnią córkę nauczyciela uniwersyteckiego – Paulę De La Fuente, która siedem lat później została jego żoną. Żyją obecnie nad jeziorem Como w Moltrasio, a wcześniej mieszkali w Cernobio i prowadzą własną restaurację o nazwie "El Gaucho" w Mediolanie. Razem z żoną, która jest fotografką, założył organizację charytatywną: Fundację PUPI (Por Un Piberío Integrado), a razem z Estebanem Cambiassem Leoni di Potrero, która zajmuje się pomocą dzieciom zaczynającym przygodę z piłką. Il Capitano jest ambasadorem FIFA w Argentynie projektu SOS Children’s Villages. 11 czerwca 2005 roku urodziła się córka Javiera Zanettiego o imieniu Sol. 27 lipca 2008 urodził się syn Ignacio, a 9 maja 2012 Tomas. Piłkarz Interu ma również starszego brata Sergio Zanettiego, również piłkarza. Javier Zanetti jest głęboko wierzącym katolikiem, pomagał nawet Wesleyowi Sneijderowi w jego nawróceniu. Zawsze przed wejściem na boisko wykonuje znak krzyża. 25 kwietnia 2013 był gościem papieża Franciszka, który gościł go na prywatnej, godzinnej audiencji. Zanetti w prezencie podarował Ojcu Świętemu swoją koszulkę z numerem 4, opaskę kapitańską z flagami Włoch, Argentyny i Watykanu oraz inicjałami Papieża, książkę poświęconą Inter Campus ze specjalną dedykacją Massimo Morattiego, tabliczkę Fundacji PUPI oraz proporczyk z herbem Papieża Franciszka.
W 2003 uczestniczył w nagraniu piosenki Pazza Inter. W 2007 r. wziął udział w nagraniu hiszpańskojęzycznej wersji włoskiej piosenki "Parole parole", która postanowiła nagrać włoska piosenkarka Mina. W maju 2010 r. wziął udział razem z Angelo Palombo w indonezyjskiej wersji "Idola" wykonując utwór "Piu Bella Cosa" Ramazzottiego. Jest admiratorem talentu Laury Pausini, Erosa Ramazzottiego i Los Piojos z Argentyny oraz The Beatles.
Pani Zanetti odpowiadając na pytanie o tajemnicę długowieczności męża powiedziała, że jest on patologicznym śpiochem, który może usnąć nawet na stojąco, a nie zbudzi go nawet skaczące po nim dziecko. Jego obsesją są własne włosy, które mogą dotknąć jedynie jego dzieci. Lęk przed wyłysieniem skłonił go do spania w specjalnym czepku, który dostarcza do cebulek witaminy. W 2009 r. wydał swą autobiografię Capitano e gentiluomo. W 2011 została wydana przez Skirę 757 Record di fedeltà – I giorni di Zanetti.
W 2010 wystąpił w filmie dokumentalnym Piergorgia Gaya Niente Paura.

## Rekordy
- Najwięcej meczów dla Interu (857),
- Najwięcej meczów w Serie A bez przerwy (137),
- Najwięcej meczów dla Interu w europejskich pucharach (160),
- 2. zawodnik pod względem liczby meczów derbowych Mediolanu (46),
- 2. piłkarz pod względem liczby spotkań w Serie A (611),
- Obcokrajowiec z największą ilością meczów w Serie A (611),
- Najwięcej występów w Lidze Mistrzów jako kapitan (82),

## Statystyki

### Klubowe
| Klub           | Sezon             | Kraj              | Rozgrywki                    | Mecze | Bramki | Asysty |
| -------------- | ----------------- | ----------------- | ---------------------------- | ----- | ------ | ------ |
| Tallares       | 1992/1993         | Argentyna         | Primera B Nacional Argentina | 33    | 1      |        |
| Banfield       | 1993/1994         | Argentyna         | Primera División             | 37    | 1      |        |
| Banfield       | 1994/1995         | Argentyna         | Primera División             | 29    | 3      |        |
| Banfield       | Razem             | Razem             | Razem                        | 66    | 4      |        |
| Inter Mediolan | 1995/1996         | Włochy            | Serie A                      | 32    | 2      |        |
| Inter Mediolan | 1996/1997         | Włochy            | Serie A                      | 33    | 3      |        |
| Inter Mediolan | 1997/1998         | Włochy            | Serie A                      | 28    | 0      |        |
| Inter Mediolan | 1998/1999         | Włochy            | Serie A                      | 34+2  | 3+0    |        |
| Inter Mediolan | 1999/2000         | Włochy            | Serie A                      | 34+1  | 1+0    |        |
| Inter Mediolan | 2000/2001         | Włochy            | Serie A                      | 29    | 0      | 0      |
| Inter Mediolan | 2001/2002         | Włochy            | Serie A                      | 33    | 0      | 0      |
| Inter Mediolan | 2002/2003         | Włochy            | Serie A                      | 31    | 1      | 0      |
| Inter Mediolan | 2003/2004         | Włochy            | Serie A                      | 34    | 0      | 0      |
| Inter Mediolan | 2004/2005         | Włochy            | Serie A                      | 35    | 0      | 0      |
| Inter Mediolan | 2005/2006         | Włochy            | Serie A                      | 27    | 0      | 0      |
| Inter Mediolan | 2006/2007         | Włochy            | Serie A                      | 36    | 1      | 1      |
| Inter Mediolan | 2007/2008         | Włochy            | Serie A                      | 38    | 1      | 2      |
| Inter Mediolan | 2008/2009         | Włochy            | Serie A                      | 37    | 0      | 1      |
| Inter Mediolan | 2009/2010         | Włochy            | Serie A                      | 37    | 0      | 1      |
| Inter Mediolan | 2010/2011         | Włochy            | Serie A                      | 35    | 0      | 2      |
| Inter Mediolan | 2011/2012         | Włochy            | Serie A                      | 34    | 0      | 3      |
| Inter Mediolan | 2012/2013         | Włochy            | Serie A                      | 33    | 0      | 1      |
| Inter Mediolan | 2013/2014         | Włochy            | Serie A                      | 12    | 0      | 1      |
| Inter Mediolan | Razem             | Razem             | Razem                        | 615   | 12     | 11     |
|                | Łącznie w Serie A | Łącznie w Serie A | Łącznie w Serie A            | 66    | 4      | -      |
| Ogółem         | Ogółem            | Ogółem            | Ogółem                       | 711   | 17     | 11     |

### Reprezentacyjne
| Reprezentacja Argentyny | Reprezentacja Argentyny | Reprezentacja Argentyny |
| Rok                     | Mecze                   | Gole                    |
| ----------------------- | ----------------------- | ----------------------- |
| 1994                    | 3                       | 0                       |
| 1995                    | 15                      | 1                       |
| 1996                    | 6                       | 0                       |
| 1997                    | 4                       | 0                       |
| 1998                    | 9                       | 2                       |
| 1999                    | 11                      | 0                       |
| 2000                    | 7                       | 0                       |
| 2001                    | 9                       | 0                       |
| 2002                    | 6                       | 0                       |
| 2003                    | 8                       | 1                       |
| 2004                    | 14                      | 1                       |
| 2005                    | 10                      | 0                       |
| 2006                    | 0                       | 0                       |
| 2007                    | 15                      | 0                       |
| 2008                    | 11                      | 0                       |
| 2009                    | 8                       | 0                       |
| 2010                    | 2                       | 0                       |
| 2011                    | 7                       | 0                       |
| Razem                   | 145                     | 5                       |

| Spotkania reprezentacyjne i bramki | Spotkania reprezentacyjne i bramki | Spotkania reprezentacyjne i bramki         | Spotkania reprezentacyjne i bramki | Spotkania reprezentacyjne i bramki | Spotkania reprezentacyjne i bramki | Spotkania reprezentacyjne i bramki | Spotkania reprezentacyjne i bramki |
| #                                  | Data                               | Miejsce                                    | Rywal                              | Wynik                              | Rozgrywki                          | Bramki                             | Czas gry                           |
| ---------------------------------- | ---------------------------------- | ------------------------------------------ | ---------------------------------- | ---------------------------------- | ---------------------------------- | ---------------------------------- | ---------------------------------- |
| 1994                               |                                    |                                            |                                    |                                    |                                    |                                    |                                    |
| 1                                  | 16 listopada                       | Estadio Nacional de Chile, Santiago        | Chile                              | 3–0                                | mecz towarzyski                    |                                    |                                    |
| 2                                  | 21 grudnia                         | Estadio José Amalfitani, Buenos Aires      | Rumunia                            | 1–0                                | mecz towarzyski                    |                                    |                                    |
| 3                                  | 27 grudnia                         | Estadio Monumental, Buenos Aires           | Jugosławia                         | 1–0                                | mecz towarzyski                    |                                    |                                    |
| 1995                               |                                    |                                            |                                    |                                    |                                    |                                    |                                    |
| 4                                  | 8 stycznia                         | King Fahd Stadium, Rijad                   | Japonia                            | 5–1                                | 1995 King Fahd Cup                 |                                    |                                    |
| 5                                  | 10 stycznia                        | King Fahd Stadium, Rijad                   | Nigeria                            | 0–0                                | 1995 King Fahd Cup                 |                                    |                                    |
| 6                                  | 13 stycznia                        | King Fahd Stadium, Rijad                   | Dania                              | 0–2                                | 1995 King Fahd Cup                 |                                    |                                    |
| 7                                  | 14 lutego                          | Estadio Malvinas Argentinas, Mendoza       | Bułgaria                           | 4–1                                | Mecz towarzyski                    |                                    |                                    |
| 8                                  | 13 maja                            | Ellis Park, Johannesburg                   | Południowa Afryka                  | 1–1                                | Mecz towarzyski                    |                                    |                                    |
| 9                                  | 31 maja                            | Estadio Olímpico Chateau Carreras, Córdoba | Peru                               | 1–0                                | Mecz towarzyski                    |                                    |                                    |
| 10                                 | 14 czerwca                         | Estadio Gigante de Arroyito, Rosario       | Paragwaj                           | 2–1                                | Mecz towarzyski                    |                                    |                                    |
| 11                                 | 22 czerwca                         | Estadio Malvinas Argentinas, Mendoza       | Salwador                           | 6–0                                | Mecz towarzyski                    | 1                                  |                                    |
| 12                                 | 30 czerwca                         | Estadio Centenario, Quilmes                | Australia                          | 2–0                                | Mecz towarzyski                    |                                    |                                    |
| 13                                 | 8 lipca                            | Estadio Parque Artigas, Paysandú           | Boliwia                            | 2–1                                | Copa América 1995                  |                                    |                                    |
| 14                                 | 11 lipca                           | Estadio Parque Artigas, Paysandú           | Chile                              | 4–0                                | Copa América 1995                  |                                    |                                    |
| 15                                 | 17 lipca                           | Estadio Atilio Paiva Olivera, Rivera       | Brazylia                           | 2–2                                | Copa América 1995                  |                                    |                                    |
| 16                                 | 20 września                        | Estadio Vicente Calderón, Madryt           | Hiszpania                          | 1–2                                | Mecz towarzyski                    |                                    |                                    |
| 17                                 | 11 października                    | Estadio Monumental, Buenos Aires           | Kolumbia                           | 0–0                                | Mecz towarzyski                    |                                    |                                    |
| 18                                 | 8 listopada                        | Estadio Monumental, Buenos Aires           | Brazylia                           | 0–1                                | Mecz towarzyski                    |                                    |                                    |
| 1996                               |                                    |                                            |                                    |                                    |                                    |                                    |                                    |
| 19                                 | 24 kwietnia                        | Estadio Monumental, Buenos Aires           | Boliwia                            | 3–1                                | eliminacje do MŚ 1998              |                                    |                                    |
| 20                                 | 2 czerwca                          | Estadio Olímpico Atahualpa, Quito          | Ekwador                            | 0–2                                | eliminacje do MŚ 1998              |                                    |                                    |
| 21                                 | 20 czerwca                         | Estadio San Martín, Tucumán                | Polska                             | 2–0                                | Mecz towarzyski                    |                                    |                                    |
| 22                                 | 7 lipca                            | Estadio Nacional, Lima                     | Peru                               | 0–0                                | eliminacje do MŚ 1998              |                                    |                                    |
| 23                                 | 1 września                         | Estadio Monumental, Buenos Aires           | Paragwaj                           | 1–1                                | eliminacje do MŚ 1998              |                                    |                                    |
| 24                                 | 15 grudnia                         | Estadio Monumental, Buenos Aires           | Chile                              | 1–1                                | eliminacje do MŚ 1998              |                                    |                                    |
| 1997                               |                                    |                                            |                                    |                                    |                                    |                                    |                                    |
| 25                                 | 6 lipca                            | Estadio Defensores del Chaco, Asunción     | Paragwaj                           | 2–1                                | eliminacje do MŚ 1998              |                                    |                                    |
| 26                                 | 20 lipca                           | Estadio Monumental, Buenos Aires           | Wenezuela                          | 2–0                                | eliminacje do MŚ 1998              |                                    |                                    |
| 27                                 | 10 września                        | Estadio Nacional de Chile, Santiago        | Chile                              | 2–1                                | eliminacje do MŚ 1998              |                                    |                                    |
| 28                                 | 12 września                        | Estadio Monumental, Buenos Aires           | Urugwaj                            | 0–0                                | eliminacje do MŚ 1998              |                                    |                                    |
| 1998                               |                                    |                                            |                                    |                                    |                                    |                                    |                                    |
| 29                                 | 29 kwietnia                        | Maracanã, Rio de Janeiro                   | Brazylia                           | 1–0                                | Mecz towarzyski                    |                                    |                                    |
| 30                                 | 14 maja                            | Estadio Olímpico Chateau Carreras, Córdoba | Bośnia i Hercegowina               | 5–0                                | Mecz towarzyski                    | 1                                  |                                    |
| 31                                 | 19 maja                            | Estadio Malvinas Argentinas, Mendoza       | Chile                              | 1–0                                | Mecz towarzyski                    |                                    |                                    |
| 32                                 | 25 maja                            | Estadio Monumental, Buenos Aires           | Południowa Afryka                  | 2–0                                | Mecz towarzyski                    |                                    |                                    |
| 33                                 | 14 czerwca                         | Stadium Municipal, Tuluza                  | Japonia                            | 1–0                                | MŚ 1998                            |                                    | 90                                 |
| 34                                 | 21 czerwca                         | Parc des Princes, Paryż                    | Jamajka                            | 5–0                                | MŚ 1998                            |                                    | 90                                 |
| 35                                 | 26 czerwca                         | Stade Chaban-Delmas, Bordeaux              | Chorwacja                          | 1–0                                | MŚ 1998                            |                                    | 66                                 |
| 36                                 | 30 czerwca                         | Stade Geoffroy-Guichard, Saint-Étienne     | Anglia                             | 2–2                                | MŚ 1998                            | 1                                  | 120                                |
| 37                                 | 4 lipca                            | Stade Vélodrome, Marsylia                  | Holandia                           | 1–2                                | MŚ 1998                            |                                    | 90                                 |
| 1999                               |                                    |                                            |                                    |                                    |                                    |                                    |                                    |
| 38                                 | 31 marca                           | Amsterdam ArenA, Amsterdam                 | Holandia                           | 1–1                                | mecz towarzyski                    |                                    | 90                                 |
| 39                                 | 9 czerwca                          | Soldier Field, Chicago                     | Meksyk                             | 2–2                                | mecz towarzyski                    |                                    |                                    |
| 40                                 | 13 czerwca                         | RFK Stadium, Waszyngton                    | Stany Zjednoczone                  | 0–1                                | mecz towarzyski                    |                                    |                                    |
| 41                                 | 26 czerwca                         | Estadio José Amalfitani, Buenos Aires      | Litwa                              | 0–0                                | mecz towarzyski                    |                                    |                                    |
| 42                                 | 1 lipca                            | Estadio Feliciano Cáceres, Luque           | Ekwador                            | 3–1                                | Copa América 1999                  |                                    |                                    |
| 43                                 | 4 lipca                            | Estadio Feliciano Cáceres, Luque           | Kolumbia                           | 0–3                                | Copa América 1999                  |                                    |                                    |
| 44                                 | 11 lipca                           | Estadio Antonio Sarubbi, Ciudad del Este   | Brazylia                           | 1–2                                | Copa América 1999                  |                                    |                                    |
| 45                                 | 4 września                         | Estadio Monumental, Buenos Aires           | Brazylia                           | 2–0                                | Mecz towarzyski                    |                                    |                                    |
| 46                                 | 7 września                         | Estádio Beira-Rio, Porto Alegre            | Brazylia                           | 2–4                                | Mecz towarzyski                    |                                    |                                    |
| 47                                 | 13 października                    | Estadio Olímpico Chateau Carreras, Córdoba | Kolumbia                           | 2–1                                | Mecz towarzyski                    |                                    |                                    |
| 48                                 | 17 listopada                       | Estadio Ramón Sánchez Pizjuán, Sewilla     | Hiszpania                          | 2–0                                | Mecz towarzyski                    |                                    |                                    |
| 2000                               |                                    |                                            |                                    |                                    |                                    |                                    |                                    |
| 49                                 | 23 lutego                          | Stadion Wembley, Londyn                    | Anglia                             | 0–0                                | Mecz towarzyski                    |                                    | 90                                 |
| 50                                 | 29 marca                           | Estadio Monumental, Buenos Aires           | Chile                              | 4–1                                | eliminacje do MŚ 2002              |                                    |                                    |
| 51                                 | 26 kwietnia                        | Estadio José Romero, Maracaibo             | Wenezuela                          | 4–0                                | eliminacje do MŚ 2002              |                                    |                                    |
| 52                                 | 4 czerwca                          | Estadio Monumental, Buenos Aires           | Boliwia                            | 1–0                                | eliminacje do MŚ 2002              |                                    |                                    |
| 53                                 | 29 czerwca                         | Estadio El Campín, Bogotá                  | Kolumbia                           | 3–1                                | eliminacje do MŚ 2002              |                                    |                                    |
| 54                                 | 19 lipca                           | Estadio Monumental, Buenos Aires           | Ekwador                            | 2–0                                | eliminacje do MŚ 2002              |                                    |                                    |
| 55                                 | 26 lipca                           | Estádio do Morumbi, São Paulo              | Brazylia                           | 1–3                                | eliminacje do MŚ 2002              |                                    |                                    |
| 2001                               |                                    |                                            |                                    |                                    |                                    |                                    |                                    |
| 56                                 | 28 lutego                          | Stadio Olimpico, Rzym                      | Włochy                             | 2–1                                | Mecz towarzyski                    |                                    |                                    |
| 57                                 | 28 marca                           | Estadio Monumental, Buenos Aires           | Wenezuela                          | 5–0                                | eliminacje do MŚ 2002              |                                    |                                    |
| 58                                 | 25 kwietnia                        | Estadio Hernando Siles, La Paz             | Boliwia                            | 3–3                                | eliminacje do MŚ 2002              |                                    |                                    |
| 59                                 | 3 czerwca                          | Estadio Monumental, Buenos Aires           | Kolumbia                           | 3–0                                | eliminacje do MŚ 2002              |                                    |                                    |
| 60                                 | 15 sierpnia                        | Estadio Olímpico Atahualpa, Quito          | Ekwador                            | 2–0                                | eliminacje do MŚ 2002              |                                    |                                    |
| 61                                 | 5 września                         | Estadio Monumental, Buenos Aires           | Brazylia                           | 2–1                                | eliminacje do MŚ 2002              |                                    |                                    |
| 62                                 | 7 października                     | Estadio Defensores del Chaco, Asunción     | Paragwaj                           | 2–2                                | eliminacje do MŚ 2002              |                                    |                                    |
| 63                                 | 8 listopad                         | Estadio Monumental, Buenos Aires           | Peru                               | 2–0                                | eliminacje do MŚ 2002              |                                    |                                    |
| 64                                 | 14 listopada                       | Estadio Centenario, Montevideo             | Urugwaj                            | 1–1                                | eliminacje do MŚ 2002              |                                    |                                    |
| 2002                               |                                    |                                            |                                    |                                    |                                    |                                    |                                    |
| 65                                 | 27 marca                           | Stade des Charmilles, Genewa               | Kamerun                            | 2–2                                | Mecz towarzyski                    |                                    |                                    |
| 66                                 | 17 kwietnia                        | Gottlieb-Daimler-Stadion, Stuttgart        | Niemcy                             | 1–0                                | Mecz towarzyski                    |                                    | 90                                 |
| 67                                 | 2 czerwca                          | Stadion Kashima, Kashima                   | Nigeria                            | 1–0                                | MŚ 2002                            |                                    | 90                                 |
| 68                                 | 7 czerwca                          | Sapporo Dome, Sapporo                      | Anglia                             | 0–1                                | MŚ 2002                            |                                    | 90                                 |
| 69                                 | 12 czerwca                         | Miyagi Stadium, Rifu                       | Szwecja                            | 1–1                                | MŚ 2002                            |                                    | 90                                 |
| 70                                 | 20 listopada                       | Stadion Saitama, Saitama                   | Japonia                            | 2–0                                | Mecz towarzyski                    |                                    | 90                                 |
| 2003                               |                                    |                                            |                                    |                                    |                                    |                                    |                                    |
| 71                                 | 12 lutego                          | Amsterdam ArenA, Amsterdam                 | Holandia                           | 0–1                                | Mecz towarzyski                    |                                    | 90                                 |
| 72                                 | 8 czerwca                          | Nagai Stadium, Osaka                       | Japonia                            | 4–1                                | Mecz towarzyski                    | 1                                  | 90                                 |
| 73                                 | 11 czerwca                         | Seul World Cup Stadium, Seul               | Korea Południowa                   | 1–1                                | Mecz towarzyski                    |                                    |                                    |
| 74                                 | 16 lipca                           | Estadio Ciudad de La Plata, La Plata       | Urugwaj                            | 2–2                                | Mecz towarzyski                    |                                    |                                    |
| 75                                 | 6 września                         | Estadio Monumental, Buenos Aires           | Chile                              | 2–2                                | eliminacje MŚ 2006                 |                                    |                                    |
| 76                                 | 9 września                         | Estadio Olímpico, Caracas                  | Wenezuela                          | 3–0                                | eliminacje MŚ 2006                 |                                    |                                    |
| 77                                 | 15 listopada                       | Estadio Monumental, Buenos Aires           | Boliwia                            | 3–0                                | eliminacje MŚ 2006                 |                                    |                                    |
| 78                                 | 19 listopada                       | Estadio Metropolitano, Barranquilla        | Kolumbia                           | 1–1                                | eliminacje MŚ 2006                 |                                    |                                    |
| 2004                               |                                    |                                            |                                    |                                    |                                    |                                    |                                    |
| 79                                 | 28 kwietnia                        | Stade Mohamed V, Casablanca                | Maroko                             | 1–0                                | Mecz towarzyski                    |                                    |                                    |
| 80                                 | 2 czerwca                          | Estádio Mineirão, Belo Horizonte           | Brazylia                           | 1–3                                | eliminacje MŚ 2006                 |                                    |                                    |
| 81                                 | 27 czerwca                         | Orange Bowl Stadium, Miami                 | Kolumbia                           | 0–2                                | Mecz towarzyski                    |                                    |                                    |
| 82                                 | 30 czerwca                         | Giants Stadium, East Rutherford            | Peru                               | 2–1                                | Mecz towarzyski                    |                                    |                                    |
| 83                                 | 7 lipca                            | Estadio Elías Aguirre, Chiclayo            | Ekwador                            | 6–1                                | Copa América 2004                  |                                    | 90                                 |
| 84                                 | 10 lipca                           | Estadio Elías Aguirre, Chiclayo            | Meksyk                             | 0–1                                | Copa América 2004                  |                                    | 90                                 |
| 85                                 | 13 lipca                           | Estadio Miguel Grau, Piura                 | Urugwaj                            | 4–2                                | Copa América 2004                  |                                    | 90                                 |
| 86                                 | 17 lipca                           | Estadio Elías Aguirre, Chiclayo            | Peru                               | 1–0                                | Copa América 2004                  |                                    | 90                                 |
| 87                                 | 20 lipca                           | Estadio Nacional, Lima                     | Kolumbia                           | 3–0                                | Copa América 2004                  |                                    | 90                                 |
| 88                                 | 25 lipca                           | Estadio Nacional, Lima                     | Brazylia                           | 2–2                                | Copa América 2004                  |                                    | 120                                |
| 89                                 | 4 września                         | Estadio Monumental, Lima                   | Peru                               | 3–1                                | eliminacje MŚ 2006                 |                                    |                                    |
| 90                                 | 9 października                     | Estadio Monumental, Buenos Aires           | Urugwaj                            | 4–2                                | eliminacje MŚ 2006                 | 1                                  |                                    |
| 91                                 | 13 października                    | Estadio Nacional de Chile, Santiago        | Chile                              | 0–0                                | eliminacje MŚ 2006                 |                                    |                                    |
| 92                                 | 17 listopada                       | Estadio Monumental, Buenos Aires           | Wenezuela                          | 3–2                                | eliminacje MŚ 2006                 |                                    |                                    |
| 2005                               |                                    |                                            |                                    |                                    |                                    |                                    |                                    |
| 93                                 | 9 lutego                           | Esprit Arena, Düsseldorf                   | Niemcy                             | 2–2                                | Mecz towarzyski                    |                                    | 90                                 |
| 94                                 | 30 marca                           | Estadio Monumental, Buenos Aires           | Kolumbia                           | 1–0                                | eliminacje MŚ 2006                 |                                    |                                    |
| 95                                 | 4 czerwca                          | Estadio Olímpico Atahualpa, Quito          | Ekwador                            | 0–2                                | eliminacje MŚ 2006                 |                                    |                                    |
| 96                                 | 8 czerwca                          | Estadio Monumental, Buenos Aires           | Brazylia                           | 3–1                                | eliminacje MŚ 2006                 |                                    |                                    |
| 97                                 | 15 czerwca                         | RheinEnergieStadion, Kolonia               | Tunezja                            | 2–1                                | Puchar Konfederacji 2005           |                                    | 12                                 |
| 98                                 | 18 czerwca                         | Frankenstadion, Norymberga                 | Australia                          | 4–2                                | Puchar Konfederacji 2005           |                                    | 90                                 |
| 99                                 | 21 czerwca                         | Frankenstadion, Norymberga                 | Niemcy                             | 2–2                                | Puchar Konfederacji 2005           |                                    | 90                                 |
| 100                                | 26 czerwca                         | AWD-Arena, Hanower                         | Meksyk                             | 1–1                                | Puchar Konfederacji 2005           |                                    | 120                                |
| 101                                | 29 czerwca                         | Waldstadion, Frankfurt                     | Brazylia                           | 1–4                                | Puchar Konfederacji 2005           |                                    | 90                                 |
| 102                                | 12 listopada                       | Stade de Genève, Genewa                    | Anglia                             | 2–3                                | Mecz towarzyski                    |                                    |                                    |
| 2007                               |                                    |                                            |                                    |                                    |                                    |                                    |                                    |
| 103                                | 7 lutego                           | Stade de France, Paryż                     | Francja                            | 1–0                                | mecz towarzyski                    |                                    |                                    |
| 104                                | 2 czerwca                          | St. Jakob-Park, Bazylea                    | Szwajcaria                         | 1–1                                | mecz towarzyski                    |                                    |                                    |
| 105                                | 5 czerwca                          | Camp Nou, Barcelona                        | Algieria                           | 4–3                                | mecz towarzyski                    |                                    | 90                                 |
| 106                                | 28 czerwca                         | Estadio José Romero, Maracaibo             | Stany Zjednoczone                  | 4–1                                | Copa América 2007                  |                                    | 90                                 |
| 107                                | 2 lipca                            | Estadio José Romero, Maracaibo             | Kolumbia                           | 4–2                                | Copa América 2007                  |                                    | 90                                 |
| 108                                | 5 lipca                            | Estadio Metropolitano, Barquisimeto        | Paragwaj                           | 1–0                                | Copa América 2007                  |                                    | 90                                 |
| 109                                | 8 lipca                            | Estadio Metropolitano, Barquisimeto        | Peru                               | 4–0                                | Copa América 2007                  |                                    | 90                                 |
| 110                                | 11 lipca                           | Polideportivo Cachamay, Puerto Ordaz       | Meksyk                             | 3–0                                | Copa América 2007                  |                                    | 90                                 |
| 111                                | 15 lipca                           | Estadio José Romero, Maracaibo             | Brazylia                           | 0–3                                | Copa América 2007                  |                                    | 90                                 |
| 112                                | 22 sierpnia                        | Ullevaal Stadion, Oslo                     | Norwegia                           | 1–2                                | Mecz towarzyski                    |                                    | 90                                 |
| 113                                | 11 września                        | MCG, Melbourne                             | Australia                          | 1–0                                | Mecz towarzyski                    |                                    | 90                                 |
| 114                                | 13 października                    | Estadio Monumental, Buenos Aires           | Chile                              | 2–0                                | eliminacje MŚ 2010                 |                                    | 90                                 |
| 115                                | 16 października                    | Estadio José Romero, Maracaibo             | Wenezuela                          | 2–0                                | eliminacje MŚ 2010                 |                                    | 90                                 |
| 116                                | 17 listopada                       | Estadio Monumental, Buenos Aires           | Boliwia                            | 3–0                                | eliminacje MŚ 2010                 |                                    | 90                                 |
| 117                                | 20 listopada                       | Estadio El Campín, Bogotá                  | Kolumbia                           | 1–2                                | eliminacje MŚ 2010                 |                                    | 90                                 |
| 2008                               |                                    |                                            |                                    |                                    |                                    |                                    |                                    |
| 118                                | 26 marca                           | Cairo International Stadium, Kair          | Egipt                              | 2–0                                | Mecz towarzyski                    |                                    | 90                                 |
| 119                                | 4 czerwca                          | Qualcomm Stadium, San Diego                | Meksyk                             | 4–1                                | Mecz towarzyski                    |                                    | 90                                 |
| 120                                | 8 czerwca                          | Giants Stadium, East Rutherford            | Stany Zjednoczone                  | 0–0                                | Mecz towarzyski                    |                                    | 14                                 |
| 121                                | 15 czerwca                         | Estadio Monumental, Buenos Aires           | Ekwador                            | 1–1                                | eliminacje MŚ 2010                 |                                    | 90                                 |
| 122                                | 18 czerwca                         | Estádio Mineirão, Belo Horizonte           | Brazylia                           | 0–0                                | eliminacje MŚ 2010                 |                                    | 90                                 |
| 123                                | 20 lipca                           | Stadion Dynama Mińsk, Mińsk                | Białoruś                           | 0–0                                | Mecz towarzyski                    |                                    | 90                                 |
| 124                                | 6 września                         | Estadio Monumental, Buenos Aires           | Paragwaj                           | 1–1                                | eliminacje MŚ 2010                 |                                    | 90                                 |
| 125                                | 10 września                        | Estadio Monumental, Lima                   | Peru                               | 1–1                                | eliminacje MŚ 2010                 |                                    | 90                                 |
| 126                                | 11 października                    | Estadio Monumental, Buenos Aires           | Urugwaj                            | 2–1                                | eliminacje MŚ 2010                 |                                    | 90                                 |
| 127                                | 15 października                    | Estadio Nacional de Chile, Santiago        | Chile                              | 0–1                                | eliminacje MŚ 2010                 |                                    | 90                                 |
| 128                                | 19 listopada                       | Hampden Park, Glasgow                      | Szkocja                            | 1–0                                | Mecz towarzyski                    |                                    | 90                                 |
| 2009                               |                                    |                                            |                                    |                                    |                                    |                                    |                                    |
| 129                                | 11 lutego                          | Stade Vélodrome, Marsylia                  | Francja                            | 2–0                                | Mecz towarzyski                    |                                    | 90                                 |
| 130                                | 28 marca                           | Estadio Monumental, Buenos Aires           | Wenezuela                          | 4–0                                | eliminacje MŚ 2010                 |                                    | 90                                 |
| 131                                | 1 kwietnia                         | Estadio Hernando Siles, La Paz             | Boliwia                            | 1–6                                | eliminacje MŚ 2010                 |                                    | 90                                 |
| 132                                | 6 czerwca                          | Estadio Monumental, Buenos Aires           | Kolumbia                           | 1–0                                | eliminacje MŚ 2010                 |                                    | 45                                 |
| 133                                | 10 czerwca                         | Estadio Olímpico Atahualpa, Quito          | Ekwador                            | 0–2                                | eliminacje MŚ 2010                 |                                    | 90                                 |
| 134                                | 12 sierpnia                        | Stadion Lokomotiwu Moskwa, Moskwa          | Rosja                              | 3–2                                | Mecz towarzyski                    |                                    | 90                                 |
| 135                                | 5 września                         | Estadio Gigante de Arroyito, Rosario       | Brazylia                           | 1–3                                | eliminacje MŚ 2010                 |                                    | 90                                 |
| 136                                | 9 września                         | Estadio Defensores del Chaco, Asunción     | Paragwaj                           | 0–1                                | eliminacje MŚ 2010                 |                                    | 90                                 |
| 2010                               |                                    |                                            |                                    |                                    |                                    |                                    |                                    |
| 137                                | 7 września                         | Estadio Monumental, Buenos Aires           | Hiszpania                          | 4–1                                | Mecz towarzyski                    |                                    | 90                                 |
| 138                                | 17 listopada                       | Khalifa International Stadium, Doha        | Brazylia                           | 1–0                                | Mecz towarzyski                    |                                    | 90                                 |
| 2011                               |                                    |                                            |                                    |                                    |                                    |                                    |                                    |
| 139                                | 9 lutego                           | Stade de Genève, Genewa                    | Portugalia                         | 2–1                                | Mecz towarzyski                    |                                    | 61                                 |
| 140                                | 26 marca                           | MetLife Stadium, East Rutherford           | Stany Zjednoczone                  | 1–1                                | Mecz towarzyski                    |                                    | 90                                 |
| 141                                | 20 czerwca                         | Estadio Monumental, Buenos Aires           | Albania                            | 4–0                                | Mecz towarzyski                    |                                    | 90                                 |
| 142                                | 1 lipca                            | Estadio Ciudad de La Plata, La Plata       | Boliwia                            | 1–1                                | Copa América 2011                  |                                    | 90                                 |
| 143                                | 6 lipca                            | Estadio Estanislao López, Santa Fe         | Kolumbia                           | 0–0                                | Copa América 2011                  |                                    | 90                                 |
| 144                                | 11 lipca                           | Estadio Olímpico Chateau Carreras, Córdoba | Kostaryka                          | 3–0                                | Copa América 2011                  |                                    | 90                                 |
| 145                                | 16 lipca                           | Estadio Estanislao López, Santa Fe         | Urugwaj                            | 1–1                                | Copa América 2011                  |                                    | 120                                |

### Rozgrywek
- Serie A: 603 meczów, 12 bramek
- Puchar Włoch: 76 meczów, 3 gole
- Superpuchar Włoch: 7 występów
- Liga Mistrzów UEFA: 105 meczów, 2 gole
- Puchar UEFA: 57 meczów, 3 gole
- Klubowe Mistrzostwa Świata: 2 występy, 1 gol
- Copa América: 22 mecze
- Mistrzostwa Świata: 8 meczów, 1 gol
- Puchar Konfederacji: 8 występów